# Řím (seriál)
Řím (v anglickém originále Rome) je televizní seriál z doby přerodu starověkého Říma z republiky na císařství. Líčí život řady významných soudobých Římanů (Gaius Julius Caesar, Marcus Junius Brutus, Servilia Caepionis). Kromě toho vypráví příběh dvou římských vojáků jménem Lucius Vorenus (Kevin McKidd) a Titus Pullo (Ray Stevenson), kteří svérázně zasahují do chodu římských dějin.
Seriál byl produkován televizí HBO ve spolupráci s RAI a BBC a vysílán na televizi HBO a zároveň v předpremiéře na programech Rai 2 a BBC Two v roce 2006. V Česku jej vysílala v českém znění také HBO.

## Obsazení

### Hlavní role
| Kevin McKidd      | Lucius Vorenus                         |
| Ray Stevenson     | Titus Pullo                            |
| Ciarán Hinds      | Julius Caesar                          |
| Kenneth Cranham   | Gnaeus Pompeius Magnus                 |
| Polly Walker      | Atia                                   |
| James Purefoy     | Marcus Antonius                        |
| Tobias Menzies    | Marcus Iunius Brutus                   |
| Max Pirkis        | Gaius Octavius (1. a začátek 2. série) |
| Simon Woods       | Gaius Octavius (2. série)              |
| Lindsay Duncan    | Servilia                               |
| Indira Varma      | Niobe                                  |
| Nicholas Woodeson | Posca                                  |
| Kerry Condon      | Octavia                                |
| Karl Johnson      | Cato mladší                            |

### Vedlejší role
| Allen Leech        | Marcus Vipsanius Agrippa |
| Lyndsey Marshal    | Kleopatra                |
| Scott Chisholm     | Ptolemaios XIII.         |
| Alex Wyndham       | Gaius Maecenas           |
| Alice Henley       | Livia Drusilla           |
| Deborah Moore      | Alfidia                  |
| Haydn Gwynne       | Calpurnia Pisonis        |
| David Bamber       | Marcus Tullius Cicero    |
| Guy Henry          | Gaius Cassius Longinus   |
| Ronan Vibert       | Marcus Aemilius Lepidus  |
| Zuleikha Robinson  | Gaia                     |
| Esther Hall        | Lyde                     |
| Enzo Cilenti       | Evander Pulchio          |
| Camilla Rutherford | Jocasta                  |
| Chiara Mastalli    | Eirene                   |

## Vysílání
| Řada | Díly | Premiéra v USA | Premiéra v USA     | Premiéra v ČR    | Premiéra v ČR  |
| Řada | Díly | První díl      | Poslední díl       | První díl        | Poslední díl   |
| ---- | ---- | -------------- | ------------------ | ---------------- | -------------- |
| 1    | 12   | 28. srpna 2005 | 20. listopadu 2005 | 8. února 2008    | 29. dubna 2008 |
| 2    | 10   | 14. ledna 2007 | 25. března 2007    | 2. prosince 2009 | 5. února 2010  |